# Гроза (операція)
Операція «Гроза» — умовна назва, гіпотетичної  ешелонованої стратегічної наступальної операції, яка передбачала генеральний наступ  Червоної армії і  Червоного флоту на цілі, розташовані в Румунському королівстві, Західній Польщі, Східній Пруссії з подальшим перенесенням бойових дій на територію історичної  Німеччини і  окупованих Третім Рейхом територій — не відбулася в зв'язку з  німецьким вторгненням в СРСР. Умовна назва «Гроза» було запропонована  Віктором Суворовим в його книзі « Криголам». Подальший розвиток гіпотеза отримала в книгах письменників  І. Л. Бунича і С. С. Захаревича, і в телепередачах  Л. М. Млечина з циклу «Особлива папка».